# Edward Frederick Brewtnall
Edward Frederick Brewtnall (* 13. Oktober 1846 in London; † 13. November 1902 in Bedford Park, heute London) war ein von den Präraffaeliten beeinflusster englischer Maler.

## Leben
Brewtnall war der älteste Sohn von Edward Brewtnall, des Rektors am People’s College in Warrington, Lancashire. Er kam um 1868 mit Edward John Gregory nach London und studierte er an der Lambeth School of Art. Brewtnalls hielt seine Motive vor allem in Landschafts- und Genrebildern fest, die er sowohl in Ölfarben als auch als Aquarelle ausführte. Als Aquarellmaler stellte er 1868 erstmals ein Bild mit dem Titel Post Time in der Royal Society of British Artists aus und war von 1882 bis 1886 war dort Mitglied. 1869 folgte ein Bild mit dem Titel Missing und 1872 Chestnuts. Er debütierte 1872 mit dem Gemälde The model’s luncheon, das später in die Galerie in Sheffield kam, in der Ausstellung der Royal Academy of Arts und wurde 1883 als Mitglied aufgenommen. Bis zum Jahr 1900 beschickte er die Ausstellungen Royal Academy of Arts mit 17 weiteren Gemälden. 1875 trat er erstmals mit vier Bildern auf den Ausstellungen der Royal Society of Painters in Watercolours auf und wurde 1883 Vollmitglied dieser Gesellschaft. Er war zudem Mitglied im Royal Institute of Oil Painters. Zwei seiner Aquarelle (At Cley-next-the-Sea, Norfolk und Near St. Mawgan, Comwall) kamen ins Londoner Victoria and Albert Museum.
Seit dem 17. September 1884 war Brewtnall mit Ellen (geborene Faraday) verheiratet und hatte drei Töchter. Er starb 1902 in seiner Wohnung in Bedford Park und wurde auf dem alten Kirchhof in Chiswick begraben.

## Werke (Auswahl)
- When Love was Young 1878

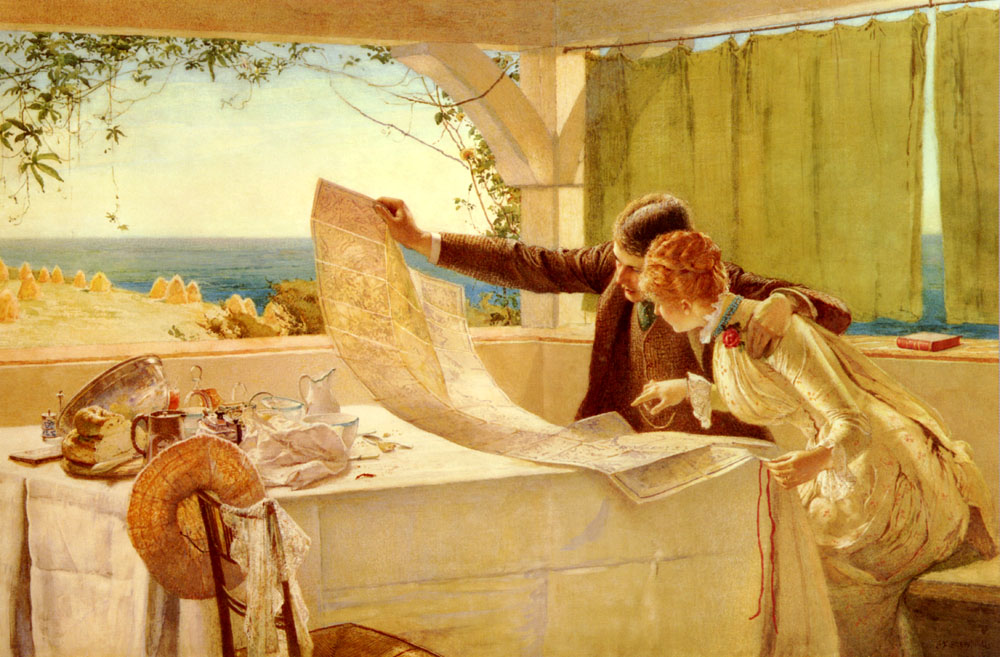
Edward Brewtnall – Where next?

- The Honeymoon (Flitterwochen) 1880
- The Visit to the Witch 1882
- Blue Beard’s Wife 1884
- The Ravens 1885
- Where next? (Wohin als nächstes?) 1886
- On the Wing 1888
- The Red Fisherman 1891
- The Shell 1894
- The Fisherman and the Genie 1897
- Merely Players 1898
- On the Embankment 1899
- La Vie de Boheme 1900
- The Inn by the Sea 1900